# یواس‌اس ال‌اس‌ام-۱۴۹
یواس‌اس ال‌اس‌ام-۱۴۹ (به انگلیسی: USS LSM-149) یک کشتی بود که طول آن ۲۰۳ فوت ۶ اینچ (۶۲٫۰ متر) بود. این کشتی در سال ۱۹۴۴ ساخته شد.